# Olympische Sommerspiele 1980/Teilnehmer (Mexiko)
| Gelbes Symbol für Goldmedaillen mit stilisierten Olympischen Ringen | Graues Symbol für Silbermedaillen mit stilisierten Olympischen Ringen | Braundes Symbol für Bronzemedaillen mit stilisierten Olympischen Ringen |
| ------------------------------------------------------------------- | --------------------------------------------------------------------- | ----------------------------------------------------------------------- |
| —                                                                   | 1                                                                     | 3                                                                       |

Mexiko nahm an den Olympischen Sommerspielen 1980 in Moskau mit einer Delegation von 45 Athleten (36 Männer und 9 Frauen) an 43 Wettkämpfen in zwölf Sportarten teil.
Die mexikanischen Sportler gewannen eine Silbermedaille und drei Bronzemedaillen. Fahnenträger bei der Eröffnungsfeier war der Wasserspringer Carlos Girón, der auch die Silbermedaille im Kunstspringen auf dem Drei-Meter-Brett gewann. Sämtliche Bronzemedaillen gewannen die mexikanischen Spring- und Vielseitigkeitsreiter.

## Teilnehmer nach Sportarten

### Boxen
- Gilberto Sosa
Halbfliegengewicht: im Achtelfinale ausgeschieden

- Gilberto Román
Fliegengewicht: im Viertelfinale ausgeschieden

- Daniel Zaragoza
Bantamgewicht: im Viertelfinale ausgeschieden

- Carlos González
Federgewicht: im Achtelfinale ausgeschieden

### Gewichtheben
- Andrés Santoyo
Leichtgewicht: 19. Platz

- Rogelio Weatherbee
Mittelgewicht: 9. Platz

- Víctor Ruiz
Halbschwergewicht: 12. Platz

### Judo
- Rafael González de la Vega
Superleichtgewicht: in der 1. Runde ausgeschieden

- Gerardo Padilla
Halbleichtgewicht: im Achtelfinale ausgeschieden

### Leichtathletik
Männer
- Enrique Aquino
5000 m: im Halbfinale ausgeschieden
10.000 m: im Vorlauf ausgeschieden

- José Gómez
10.000 m: im Vorlauf ausgeschieden

- Rodolfo Gómez
10.000 m: im Vorlauf ausgeschieden
Marathon: 6. Platz

- Raúl González
20 km Gehen: 6. Platz
50 km Gehen: Rennen nicht beendet

- Daniel Bautista
20 km Gehen: disqualifiziert
50 km Gehen: Rennen nicht beendet

- Domingo Colín
20 km Gehen: disqualifiziert

- Martín Bermúdez
50 km Gehen: Rennen nicht beendet

### Moderner Fünfkampf
- Ivar Sisniega
Einzel: 13. Platz

- Jens Lohmann
Einzel: 36. Platz

### Reiten
- Joaquín Pérez
Springreiten: Bronze 
Springreiten Mannschaft: Bronze

- Alberto Valdés Lacarra
Springreiten: 11. Platz
Springreiten Mannschaft: Bronze

- Jesús Gómez Portugal
Springreiten: ausgeschieden
Springreiten Mannschaft: Bronze

- Gerardo Tazzer Valencia
Springreiten Mannschaft: Bronze

- Manuel Mendívil
Vielseitigkeit: 10. Platz
Vielseitigkeit Mannschaft: Bronze

- David Bárcena
Vielseitigkeit: 12. Platz
Vielseitigkeit Mannschaft: Bronze

- José Luis Pérez Soto
Vielseitigkeit: 15. Platz
Vielseitigkeit Mannschaft: Bronze

- Fabián Vázquez
Vielseitigkeit: ausgeschieden
Vielseitigkeit Mannschaft: Bronze

### Ringen
- Alfredo Olvera
Papiergewicht, griechisch-römisch: 6. Platz

- Jorge Frias
Papiergewicht, Freistil: in der 3. Runde ausgeschieden

### Rudern
Frauen
- María Fernanda de la Fuente
Einer: 10. Platz

### Schießen
- José Álvarez
Kleinkalibergewehr liegend 50 m: 42. Platz

- Juan Bueno
Skeet: 28. Platz

### Schwimmen
Männer
- Miguel Santisteban
100 m Brust: im Vorlauf ausgeschieden
200 m Brust: im Vorlauf ausgeschieden

- Guillermo Zavala
400 m Lagen: im Vorlauf ausgeschieden

Frauen
- Isabel Reuss
100 m Freistil: im Vorlauf ausgeschieden
4-mal-100-Meter-Freistil-Staffel: 6. Platz

- Helen Plaschinski
100 m Freistil: im Vorlauf ausgeschieden
4-mal-100-Meter-Freistil-Staffel: 6. Platz
4-mal-100-Meter-Lagen-Staffel: im Vorlauf ausgeschieden

- Dagmar Erdman
4-mal-100-Meter-Freistil-Staffel: 6. Platz
4-mal-100-Meter-Lagen-Staffel: im Vorlauf ausgeschieden

- Teresa Rivera
100 m Rücken: im Vorlauf ausgeschieden
200 m Rücken: im Vorlauf ausgeschieden
4-mal-100-Meter-Freistil-Staffel: 6. Platz
4-mal-100-Meter-Lagen-Staffel: im Vorlauf ausgeschieden

- Elke Holtz
100 m Brust: im Vorlauf ausgeschieden
200 m Brust: im Vorlauf ausgeschieden
4-mal-100-Meter-Lagen-Staffel: im Vorlauf ausgeschieden

### Turnen
Frauen
- Estela de la Torre
Einzelmehrkampf: 29. Platz
Boden: 53. Platz
Pferdsprung: 57. Platz
Stufenbarren: 47. Platz
Schwebebalken: 50. Platz

### Wasserspringen
Männer
- Carlos Girón
3 m Kunstspringen: Silber 
10 m Turmspringen: 4. Platz

- Francisco Rueda
3 m Kunstspringen: 14. Platz
10 m Turmspringen: 15. Platz

- Jorge Mondragón
3 m Kunstspringen: 20. Platz

- Salvador Sobrino
10 m Turmspringen: 11. Platz

Frauen
- Guadalupe Canseco
3 m Kunstspringen: 9. Platz
10 m Turmspringen: 10. Platz

- Elsa Tenorio
3 m Kunstspringen: 16. Platz
10 m Turmspringen: 6. Platz